# Lemula par
Lemula par là một loài bọ cánh cứng trong họ Cerambycidae.